# 4040 Purcell
4040 Purcell este un asteroid din centura principală, descoperit pe 21 septembrie 1987 de Edward Bowell.